# USS James E. Craig (DE-201)
USS James E. Craig (DE-201) là một tàu hộ tống khu trục lớp Buckley được Hải quân Hoa Kỳ chế tạo trong Chiến tranh Thế giới thứ hai. Tên nó được đặt theo Thiếu tá Hải quân James Edwin Craig (1901–1941), người từng phục vụ trên thiết giáp hạm Pennsylvania (BB-38) và đã tử trận trong vụ tấn công Trân Châu Cảng vào ngày 7 tháng 12, 1941. Nó đã phục vụ cho đến khi chiến tranh kết thúc, xuất biên chế năm 1946 và bị đánh chìm như một mục tiêu năm 1969. James E. Craig được tặng thưởng bốn Ngôi sao Chiến trận do thành tích phục vụ trong Thế Chiến II.

## Thiết kế và chế tạo
Những chiếc thuộc lớp tàu hộ tống khu trục Buckley có chiều dài chung 306 ft (93 m), mạn tàu rộng 37 ft 1 in (11,30 m) và độ sâu mớn nước khi đầy tải là 11 ft 3 in (3,43 m). Chúng có trọng lượng choán nước tiêu chuẩn 1.400 tấn Anh (1.400 t); và lên đến 1.740 tấn Anh (1.770 t) khi đầy tải. Hệ thống động lực bao gồm hai turbine hơi nước General Electric công suất 13.500 mã lực (10.100 kW), dẫn động hai máy phát điện công suất 9.200 kilôwatt (12.300 hp) để vận hành hai trục chân vịt;  công suất 12.000 hp (8.900 kW) cho phép đạt được tốc độ tối đa 23 kn (26 mph; 43 km/h), và có dự trữ hành trình 6.000 nmi (6.900 mi; 11.000 km) khi di chuyển ở vận tốc đường trường 12 kn (14 mph; 22 km/h).
Vũ khí trang bị bao gồm ba pháo 3 in (76 mm)/50 cal trên tháp pháo nòng đơn có thể đối hạm hoặc phòng không, một khẩu đội 1,1 inch/75 caliber bốn nòng và tám pháo phòng không Oerlikon 20 mm. Vũ khí chống ngầm bao gồm một dàn súng cối chống tàu ngầm Hedgehog Mk. 10 (có 24 nòng và mang theo 144 quả đạn); hai đường ray Mk. 9 và tám máy phóng K3 Mk. 6 để thả mìn sâu. Khác biệt đáng kể so với lớp Evarts dẫn trước là chúng có thêm ba ống phóng ngư lôi Mark 15 21 inch (533 mm). Thủy thủ đoàn đầy đủ bao gồm 186 sĩ quan và thủy thủ.
James E. Craig được đặt lườn tại Xưởng hải quân Charleston ở Charleston, South Carolina vào ngày 15 tháng 4, 1943. Nó được hạ thủy vào ngày 22 tháng 7, 1943; được đỡ đầu bởi bà James E. Craig, vợ góa Thiếu tá Craig, và nhập biên chế vào ngày 1 tháng 11, 1943 dưới quyền chỉ huy của Hạm trưởng, Thiếu tá Hải quân Hampton Maturin Ericsson.

## Lịch sử hoạt động
Khởi hành từ Xưởng hải quân Charleston vào ngày 23 tháng 11, 1943, James E. Craig thực hiện chuyến đi chạy thử máy huấn luyện tại khu vực Bermuda. Nó quay trở về xưởng tàu vào ngày 25 tháng 12 để được sửa chữa sau chạy thử máy, rồi lên đường vào ngày 4 tháng 1, 1944 để chuyển sang khu vực Mặt trận Thái Bình Dương. Sáp nhập cùng các tàu chị em Lovelace (DE-198) và Samuel S. Miles (DE-183) tại vùng biển Caribe vào ngày 7 tháng 1 và hộ tống hai tàu vận tải chở quân, lực lượng băng qua kênh đào Panama vào ngày 8 tháng 1.
Rời Balboa, Panama vào ngày 14 tháng 1, James E. Craig cùng các tàu khác hộ tống cho chiếc SS Azalea City trong chặng đường hướng sang Nouméa, New Caledonia. Sau chặng dừng tại Bora Bora vào ngày 27 tháng 1, nó cùng tiếp tục hành trình vào ngày hôm sau, và gặp phải một cơn bão hai ngày sau đó với những đợt sóng cao đến 50 foot (15 m). Hai con tàu tiếp tục chịu đựng một cơn bão thứ hai vào ngày 4 tháng 2 với sức gió lên đến 80 kn (92 mph; 148 km/h). Họ nhận mệnh lệnh lệnh đổi hướng để đi đến Espiritu Santo, và đến nơi vào ngày hôm sau.

### Chiến dịch New Guinea
Cùng ba tàu hộ tống khu trục khác và bảy tàu buôn, James E. Craig khởi hành từ Espiritu Santo vào ngày 13 tháng 2 để hướng đến Guadalcanal. Sau khi đến nơi vào ngày 16 tháng 2, nó tuần tra chống tàu ngầm ngoài khơi Lunga Point, cho đến khi lên đường hộ tống cho hai tàu buôn quay trở lại Espiritu Santo vào ngày 23 tháng 2. Trong những tuần lễ tiếp theo nó đảm nhiệm hộ tống vận tải giữa Guadalcanal và Espiritu Santo. Vào ngày 15 tháng 3, nó hộ tống cho tàu chở dầu Cacapon (AO-52) đi từ Espiritu Santo đến một điểm hẹn tiếp nhiên liệu cho Lực lượng Đặc nhiệm 36, vốn đang hoạt động tác chiến tại Kavieng, New Ireland và tiến hành đổ bộ lên đảo Emirau, những mục tiêu cuối cùng của vòng vây nhằm cô lập Rabaul. Khi hoạt động tiếp nhiên liệu hoàn tất vào ngày 25 tháng 3, nó cùng Cacapon gia nhập trở lại lực lượng tiếp liệu để quay trở về Espirito Santo.
Vào ngày 31 tháng 3, On James E. Craig khởi hành từ Espiritu Santo cùng Đội hộ tống 37, bao gồm các tàu chị em Lovelace, Manning (DE-199), Neuendorf (DE-200) và Eichenberger (DE-202). Sau khi ghé Tulagi qua thuộc quần đảo Solomon từ ngày 2 tháng 4 đến ngày 4 tháng 4, đội hộ tống lên đường vào ngày hôm sau để hướng đến New Guinea, nơi con tàu hoạt động trong suốt năm tháng tiếp theo.
Tham gia một đoàn tàu vận tải vào ngày 26 tháng 4, James E. Craig khởi hành cho chặng đường từ mũi Sudest đến vịnh Humboldt nhằm hỗ trợ cho chiếm dịch chiếm đóng Hollandia vốn đã khởi sự từ ngày 22 tháng 4. Đoàn tàu đi đến nơi vào ngày on 3 tháng 5, và sau khi chất dỡ hàng tiếp liệu lại lên đường quay trở lại mũi Sudest vào ngày 5 tháng 5. Con tàu lại lên đường làm nhiệm vụ hộ tống vào ngày 13 tháng 5, hướng sang vịnh Humboldt ngang qua Aitape, và đến nơi vào ngày 17 tháng 5. Ngay sau khi đến nơi nó lập tức tham gia hộ tống đoàn tàu tấn công đi sang Wakde, Sawar và Sarmi về phía Tây Hollandia; nó quay trở về vịnh Humboldt ngay trong ngày hôm đó. Nó tiếp tục vai trò hộ tống và tuần tra trong khu vực, tham gia bắn phá vị trí đối phương giữa Wakde và Sarmi vào ngày 27 tháng 5 rồi quay trở lại mũi Cretin ngang qua vịnh Humboldt vào ngày 31 tháng 5.
Quay trở lại khu vực vịnh Humboldt vào ngày 6 tháng 6, James E. Craig chuẩn bị tham gia trận Biak. Cùng với sáu tàu hộ tống khu trục khác, nó tháp tùng một đoàn tàu vận tải và hỗ trợ cho hoạt động đổ bộ diễn ra vào ngày 12 tháng 6. Đoàn tàu khởi hành quay trở lại vịnh Humboldt ngay sau đó, đến nơi vào ngày 14 tháng 6, và con tàu tiếp tục hộ tống một đoàn tàu hướng sang mũi Cretin, đến nơi ba ngày sau đó.
Trong thời gian còn lại của tháng 6 và trong suốt tháng 7, James E. Craig tiếp tục vai trò hộ tống vận tải và tuần tra tại khu vực bờ biển phía Bắc New Guinea. Đang khi tuần tra chống tàu ngầm ngoài khơi Wakde, nó đã bắn phá các kho tiếp liệu của đối phương tại Sawar vào các ngày 11 và 12 tháng 7, tiêu phí khoảng 3.300 quả đạn pháo 3-inch và 1,1-inch. Một tuần sau đó, nó đi đến đảo Noemfoor về phía Tây Nam Biak để hoạt động hộ tống vận tải trong khu vực tam giác giữa Noemfoor, vịnh Humboldt và Biak từ ngày 18 đến ngày 23 tháng 7. Đi đến Madang, vịnh Astrolabe vào ngày 23 tháng 7, con tàu được đại tu trước khi quay trở lại vịnh Humboldt tiếp nối nhiệm vụ hộ tống vận tải và tuần tra.
Sang tháng 8, James E. Craig đi dọc bờ biển New Guinea từ mũi Cretin đến Wakde, rồi trải qua sáu tuần lễ phục vụ tuần tra và hộ tống vận tải tại khu vực giữa mũi Cretin đảo Manus và vịnh Humboldt. Đến ngày 11 tháng 10, nó hộ tống một đoàn tàu đi Ulithi, rồi tiếp tục khởi hành đi sang quần đảo Palau vào ngày 18 tháng 10, đi đến Peleliu hai ngày sau đó để hoạt động tuần tra chống tàu ngầm. Con tàu quay trở lại Manus vào ngày 25 tháng 10 để sửa chữa. 

### Chiến dịch Philippines

#### Trận Leyte
Quay trở lại vịnh Humboldt vào ngày 14 tháng 11, James E. Craig tham gia một đoàn tàu lớn bao gồm tàu vận chuyển, tàu đổ bộ và lực lượng hộ tống, rồi lên đường vào ngày 17 tháng 11 để hướng sang khu vực quần đảo Philippine, hỗ trợ cho chiến dịch đổ bộ của lực lượng Đồng Minh nhằm tái chiếm Philippines, vốn đã đặt chân lên Leyte khoảng bốn tuần trước đó. Đoàn tàu bao gồm 75 chiếc cùng 9 tàu hộ tống tiếp cận vịnh Leyte vào lúc chiều tối ngày 23 tháng 11.
Đang khi từ trạm cột mốc canh phòng radar quay trở lại nhiệm vụ tuần tra chống tàu ngầm, James E. Craig phát hiện trên radar sáu máy bay không rõ nhận dạng tiếp cận từ phía Nam với tốc độ khoảng 190 hải lý trên giờ (219 mph; 352 km/h). Không lâu sau, trinh sát viên trên tàu nhìn thấy máy bay ném bom-ngư lôi Nakajima B6N "Jill" ở khoảng cách 7 mi (11 km) và áp sát ở tốc độ cao. Khi đối phương tách ra làm hai nhóm để tấn công gọng kìm, chiếc tàu khu trục bẻ lái gắt sang mạn trái để đối đầu những kẻ tấn công, và nó bắt đầu nổ súng tự vệ khi đối phương còn ở cách xa hơn 2 mi (3,2 km). Bốn máy bay đối phương phóng ngư lôi ở khoảng cách 1.000–1.500 yd (910–1.370 m) bên mạn trái; và khi chiếc khu trục bẻ lái né tránh, ba quả ngư lôi chạy song song bên mạn trái con tàu. Cùng trong thời gian đó, hai máy bay khác tiếp cận bên mạn phải; một chiếc phóng ra quả ngư lôi ở khoảng cách dưới 1.000 yd (910 m); khi chiếc khu trục bẻ lái qua mạn phải, quả ngư lôi sượt qua cách đuôi tàu 5 yd (4,6 m). Một máy bay tấn công bay qua cách con tàu 200 thước Anh (200 m) bị hỏa lực phòng không 20 mm của con tàu bên mạn phải bắn trúng; đối thủ rơi xuống nước sau khi băng qua sát tàu frigate El Paso (PF-41).
Đoàn tàu đi đến vịnh San Pedro, Leyte vào ngày hôm sau, tiếp tục ở trong tình trạng báo động tác chiến trong phần lớn thời gian để chống trả vô số đợt không kích ném bom. Ngay đêm hôm đó, đoàn tàu tập hợp và khởi hành để quay trở lại vịnh Humboldt ngang qua Palau. Sau khi đến nơi, James E. Craig được bảo trì và sửa chữa cặp bên mạn tàu tiếp liệu khu trục Dobbin (AD-3) trong suốt ngày 10 tháng 12. Trong thời gian còn lại của tháng 12, nó hộ tống cho các tàu chở dầu hạm đội đồng thời thực hành tác xạ phòng không và phóng ngư lôi ban đêm tại khu vực Padaido và vịnh Humboldt. Đến ngày 28 tháng 12, Đội hộ tống 37 khởi hành từ vịnh Humboldt cùng một đoàn tàu chở dầu và tàu buôn để hướng sang Leyte, đến nơi vào ngày 1 tháng 1, 1945.

#### Trận Luzon
Lên đường hướng sang đảo Mindoro, James E. Craig gia nhập Đội đặc nhiệm 77.2 để hỗ trợ cho cuộc đổ bộ lên phía Bắc đảo Luzon. Máy bay đối phương liên tục theo dõi suốt hành trình của lực lượng, và đến xế trưa ngày 4 tháng 1, một máy bay tấn công tự sát Kamikaze đối phương đã vượt qua được hàng rào hỏa lực phòng không và đâm trúng chiếc Ommaney Bay (CVE-79), khiến nó bốc cháy. Khi hỏa hoạn trên chiếc tàu sân bay hộ tống không để nào khắc phục được, vị chỉ huy của nó ra lệnh bỏ tàu. James E. Craig đã tham gia vào việc cứu vớt những người sống sót trước khi tiếp tục hộ tống đoàn tàu hướng đến Mindoro.
Có mặt tại vịnh Mangarin vào ngày hôm sau, James E. Craig hoạt động tuần tra bảo vệ và chống tàu ngầm suốt này và cả đêm hôm đó, khi đoàn tàu vận tải rút lui ra khơi vào ban đêm để tránh bị không kích vào ban đêm. Nó tiếp nối nhiệm vụ tuần tra chống tàu ngầm tại lối ra vào cảng cho đến khi nó gặp trục trặc hệ thống sonar, buộc nó quay trở về cảng Mangarin vào ngày 14 tháng 1. Nó tiếp tục nhiệm vụ tuần tra phòng không bảo vệ cho tàu bè neo đậu trước khi quay trở về vịnh San Pedro, Leyte vào ngày 5 tháng 2 để sửa chữa. Con tàu tiếp tục hướng sang New Guinea, đi đến vịnh Humboldt vào ngày 2 tháng 3.

#### Hoạt động hộ tống vận tải
Lên đường vào ngày hôm sau, James E. Craig quay trở lại vịnh San Pedro ngang qua Kossol Roads, Palau. Sau khi đi đến Leyte vào ngày 10 tháng 3, nó quay trở lại vai trò hộ tống vận tải tại khu vực giữa vịnh San Pedro và Manila, Manus, vịnh Humboldt và Kossol Roads từ ngày 14 tháng 3 đến ngày 21 tháng 5. Con tàu khởi hành từ Leyte để đi sang vịnh Lingayen, và sau khi đi đến San Fernando bốn ngày sau đó, nó tuần tra chống tàu ngầm dọc bờ biển Luzon cho đến ngày 13 tháng 8, khi nó lên đường đi Manila.
James E. Craig tiếp tục nhiệm vụ tuần tra chống tàu ngầm tại khu vực Manila cho đến ngày 27 tháng 8, khi nó cùng Eichenberger hộ tống một đoàn tàu kéo hướng sang Okinawa. Tuy nhiên đoàn tàu vận tải gặp phải một cơn bão vào ngày 1 tháng 9 với sức gió lên đến 70 hải lý trên giờ (81 mph; 130 km/h), khiến các con tàu trong đoàn tàu bị phân tán. Sau khi cơn bão đã lắng dịu vào ngày hôm sau, James E. Craig ra sức tìm kiếm và cứu vớt các con tàu bị phân tán cho đến ngày 9 tháng 9. Một cơn bão khác xuất hiện buộc đoàn tàu phải quay trở lại vịnh Subic, Luzon.
James E. Craig ở lại vịnh Subic cho đến ngày 1 tháng 10, khi nó lên đường quay trở về Hoa Kỳ ngang qua Eniwetok và Trân Châu Cảng. Về đến San Diego vào ngày 5 tháng 11, con tàu được cho xuất biên chế tại đây vào ngày 2 tháng 7, 1946 và được đưa về Hạm đội Dự bị Thái Bình Dương. Nó không bao giờ được đưa ra hoạt động trở lại, được cho rút tên khỏi danh sách Đăng bạ Hải quân vào ngày 30 tháng 6, 1968, và bị đánh chìm như mục tiêu ngoài khơi California vào tháng 2, 1969.

## Phần thưởng
James E. Craig được tặng thưởng bốn Ngôi sao Chiến trận do thành tích phục vụ trong Thế Chiến II.
|                                                       |  |  |
| Bronze star · Bronze star · Bronze star · Bronze star |  |  |

| Dãi băng Hoạt động Tác chiến (truy tặng)                                | Dãi băng Hoạt động Tác chiến (truy tặng) | Huân chương Chiến dịch Hoa Kỳ        | Huân chương Chiến dịch Hoa Kỳ                  |
| Huân chương Chiến dịch Châu Á-Thái Bình Dương với 4 Ngôi sao Chiến trận | Huân chương Chiến thắng Thế Chiến II     | Huân chương Chiến thắng Thế Chiến II | Huân chương Giải phóng Philippine (Philippine) |